# Landroof
Er is sprake van landroof in die gevallen waar nationale overheden land laten kopen of pachten door nationale en/of internationale investeerders ten koste van de bestaanszekerheid van lokale bevolkingen.
In veel gevallen van landroof is er sprake van slechte registratie van eigendomsrechten en verkoopt de overheid stukken grond die door de lokale bevolking al generaties bewoond of geëxploiteerd wordt. Deze mensen moeten soms gedwongen verhuizen of hun bedrijven opdoeken. Door mechanisatie is er vaak een lagere werkgelegenheid in het gebied vergeleken met voor de verkoop. Ook schade aan milieu kan de levenszekerheid van de lokale bevolking verminderen. Overheden kunnen visrechten verpachten met als gevolg dat er regelmatig sprake is van overbevissing. Lokale vissers kunnen daardoor niet meer rond komen.
Sinds de voedselcrisis van 2008 namen internationale investeringen in grond in ontwikkelingslanden toe en daarmee ook landroof. Ook de opmars van biobrandstoffen deed internationale investeerders vaker in grond investeren.